# インクライン・カール
インクライン・カール(incline curl)は、ウエイトトレーニングの種目の一つ。上腕二頭筋に主に刺激を与え、上腕筋・腕橈骨筋にも負荷がかかる。

## 具体的動作

### インクライン・ダンベル・カール
1. ダンベルを両手に持ち、床に対して30~45度に起こしたインクラインベンチに仰向けになる（厳密にベンチの角度を守らなくても良い）。手のひらが前方を向くようにして、肩関節が伸展した位置でスタートする。
2. 息を吐きながら、肘を動かさないようにダンベルを上げる。
3. 上腕二頭筋が十分に収縮するのを感じ取ったら、息を吸いながら元の姿勢に戻る。
4. 2~3を繰り返す。

### インクライン・ダンベル・スクリューカール
1. ダンベルを両手に持ち、床に対して30~45度に起こしたインクラインベンチに仰向けになる。両手の手のひらが向き合うようにする。
2. 息を吐きながら、肘を動かさないようにダンベルを上げる。同時に両手を徐々に外側に回していき、手のひらが前方を向くようにする。
3. 上腕二頭筋が十分に収縮するのを感じ取ったら、息を吸いながら元の姿勢に戻る。
4. 2~3を繰り返す。

### インクライン・ケーブル・カール
1. ロープーリーにワンハンドルバーをセットする。インクラインベンチをロープーリーの前に縦向きにセットする。
2. ロープーリーに背中を向けて、手のひらが前方を向くようにハンドルを持つ。ロープーリーに背中を向けてインクラインベンチに仰向けになる。
3. 息を吐きながら肘を動かさないようにハンドルを上げる。
4. 上腕二頭筋が十分に収縮するのを感じ取ったら、息を吸いながら元の姿勢に戻る。
5. 3~4を繰り返す。反対の手も同様に行う。